# Usnea oncodes
Usnea oncodes är en lavart som beskrevs av Stirt. Usnea oncodes ingår i släktet Usnea och familjen Parmeliaceae.   Inga underarter finns listade i Catalogue of Life.